# Sinagoga de Cortemaggiore
La sinagoga de Cortemaggiore, actualmente en desuso, se encuentra en Cortemaggiore y se ubica en el primer piso de una casa particular en la esquina entre las actuales via Cavour y IV Novembre, en el área donde se extendía el antiguo gueto judío de la ciudad.

## El edificio
La sinagoga, que data del siglo XVII, fue reconstruida en 1842. Tras el dramático declive demográfico de la comunidad judía local, la sinagoga fue abandonada gradualmente en el siglo XX, hasta que el edificio en fue vendido en los años setenta y el mobiliario y los elementos decorativos se trasladaron a otros lugares. Las puertas del arca están ahora en Israel, mientras que el portal se conserva en el museo de la sinagoga de Soragna .
Como es típico de las sinagogas de gueto, nada delata la presencia del lugar de culto desde el exterior. La entrada era originalmente de una casa cercana atravesando por una galería, que ahora se ha derrumbado. Todavía es posible acceder a la habitación desde una compuerta en la planta baja, utilizada como almacén de alimentos. La habitación está vacía y en completo abandono, con pocos rastros de las decoraciones originales y de los frescos en azul y oro. Actualmente no están previstas acciones para la recuperación del histórico lugar de culto.